# Crystal Quade
Crystal Quade (nacida en 1985/1986) es una política estadounidense que se desempeña como demócrata en la Cámara de Representantes de Missouri. Actualmente se desempeña como líder de la minoría de la Cámara.

## Primeros años
Quade fue la primera persona en su familia en graduarse de la escuela secundaria. Se graduó de la Universidad Estatal de Missouri con su bachillerato. Quade se interesó por la política durante un curso universitario, y al graduarse de la universidad trabajó como miembro legislativo para la senadora Claire McCaskill. Antes de ser electa a la Cámara de Representantes de Misuri, Quade era líder de la organización Care to Learn, una organización sin fines de lucro que financia la salud, y necesidades de alimento y higiene para los niños de las escuelas primarias.  

## Carrera Electoral
En 2016, el representante de turno Charlie Norr, no volvió a postularse para las elecciones. Dos demócratas, dos republicanos y un libertariano intentaron postularse en el distrito estatal 132. Quade venció a Bob Sweere en la primaria democrática para ganar la nominación, y después venció a Thomas Quinn y el candidato libertariano Chris Burros. 
En 2018, Quade volvió a postularse para las elecciones, venciendo a la republicana Sarah Semple. Quade recibió a 5,383 votos, en comparación con las 2,983 de Semple.

## Carrera Legislativa
Como legislador estatal, Quade es miembro del Comité de Presupuesto y del Comité de Eficiencia Gubernamental, así como del Comité Conjunto sobre Abuso y Negligencia Infantil de la Asamblea General de Missouri. En septiembre de 2017, menos de un año completo después de asumir el cargo, Quade fue elegida vicepresidenta del grupo minoritario de la Cámara de Representantes de Missouri por sus colegas demócratas.
Después de las elecciones legislativas estatales de 2018 en Missouri, Quade fue elegida líder de la minoría de la Cámara de Representantes de Missouri para la sesión legislativa de Missouri de 2019.